# Trecătoarea
Trecătoarea (titlu original în engleză : The Passage) este un film britanic de război de acțiune din 1979 regizat de J. Lee Thompson.  Rolurile principale au fost interpretate de actorii Anthony Quinn, James Mason, Malcolm McDowell și  Patricia Neal. Scenariul este scris de Bruce Nicolaysen pe baza romanului său Perilous Passage din 1976.

## Prezentare
În timpul celui de-al Doilea Război Mondial, un agricultor basc (Anthony Quinn) este rugat de rezistența franceză să ajute un om de știință fugar (James Mason) și pe familia acestuia să traverseze Munții Pirinei pentru a ajunge în siguranță în Spania, care era un stat neutru. În drumul lor se află un grup de germani condus de un ofițer SS sadic (Malcolm McDowell).

## Distribuție
- Anthony Quinn -  The Basque
- James Mason -  Professor Bergson
- Malcolm McDowell -  Capt. Von Berkow
- Patricia Neal -  Mrs. Ariel Bergson
- Kay Lenz -  Leah Bergson
- Christopher Lee -  The Gypsy
- Michael Lonsdale -  Alain Renoudot
- Marcel Bozzuffi -  Perea
- Paul Clemens -  Paul Bergson
- Peter Arne -  Guide
- Neville Jason -  Lt. Reinke
- Robert Brown -  German Major
- Jim Broadbent -  German Soldier (nemenționat)